# União das Freguesias de Mazarefes e Vila Fria
União das Freguesias de Mazarefes e Vila Fria é uma freguesia portuguesa do concelho de Viana do Castelo com 10,28 km² de área, 2670 habitantes  e densidade populacional de 259,7 hab/km². Surge da união das antigas freguesias de Mazarefes e Vila Fria aquando da reforma administrativa de 2013.